# モンコー防衛軍
モンコー防衛軍（モンコーぼうえいぐん、中国語: 勐古保卫军、ビルマ語: မုန်းကိုး ကာကွယ်ရေးတပ်、英語: Mongkoe Defense Army、略称: MDA) はかつてシャン州・モンコー地区に存在した武装勢力である。当時の軍事政権はMDAの麻薬取引を支援したとされている。

## 歴史

### 背景
1992年11月24日、ミャンマー民族民主同盟軍（Myanmar National Democratic Alliance Army: MNDAA）副参謀長兼第912師団師団長の楊茂良はサルウィン川西岸のモンコーに向かい、彭家声に対する内部クーデターを画策したが第893師団の反対に遭い、サルウィン川東岸へと戻った。同月29日、サルウィン川東岸のコーカンで楊茂良はクーデターを開始し、MNDAA本部と本部直属の第929師団に攻撃を加えた。12月下旬にはワ州連合軍（United Wa State Army: UWSA）がMNDAA楊派に増援部隊を送り、サルウィン川西岸の第893師団ワ族兵士の間に動揺が広がった。
1993年1月24日、MNDAA楊派の第912師団とUWSAはMNDAA彭派の第929師団に対して総攻撃を加えた。同月27日から30日にかけてMNDAA彭派は中国領内に撤退し、ここに楊派と彭派の内戦が終結した。
楊茂良は第912師団を第124師団に、第893師団を第128師団に改組した。第128師団ではUWSAが指名した岩恩が楊派の副司令官兼師団長を務めており、モンコーに県政府を設立した。モンコーの県長にはアチャン族のモンサラがその任に就いた。
1995年初頭、楊茂良は麻薬取締を口実として第124師団副参謀長の李朝華と楊克勛の2人をモンコーに派遣し、3個大隊を率いてモンコーに進駐した。麻薬取締を名目とした軍隊の投入は様々な権力闘争を引き起こした。この間、モンサラは県長の地位を解任され、財政局副局長に異動となった。モンサラ解任後は李朝華が県長となったが、これはカチン族など少数民族の不満を引き起こした。楊茂良の弟である楊茂安は財政面でモンサラと対立し、第128師団は楊茂良の派遣した部隊に従わなくなっていった。元第893師団師団長の李尼門、元第511大隊副大隊長のザウラー（Zau La、趙臘）、元モンコー副区長の洪老四は反乱の中核を結成し、秘密裏に反乱を扇動した。また、彼らはモンコー、モンボー、モンホム、モンジーなどの区の幹部に対して反乱を扇動した。さらに、反乱中核メンバーはカチン独立軍（Kachin Independence Army: KIA）やカチン防衛軍（Kachin Defense Army: KDA）、第128師団師団長の岩恩の支持をも取り付けており、楊茂良政権のサルウィン川西岸への支配はもはや機能不全に陥った。

### MDAの成立
1995年8月1日、モンサラと李尼門は反乱を起こし、モンコーの楊茂良派司令部にいた魏超仁参謀長と李朝華モンコー県長を拘束した。この際、第124師団副師団長の楊克勛は反乱の知らせを聞いて逃亡し、難を逃れた。第124師団の第1大隊と第3大隊は武装解除され、兵士はコーカン地区へと追放された。モンホンに駐屯していた第2大隊は危機的状況に陥り、南の長箐山地区へと追いやられた。そして、モンサラらは同日、「モンコー民族保安軍軍政委員会」を結成し、MNDAAとシャン州第1特区からの離脱を宣言した。
同月5日、楊茂良は反乱鎮圧を命じた。副総司令の王国政、コーカンに戻っていた楊克勛、新たに武装した第3大隊はサルウィン川を超え、長箐山地区にいる第2大隊と合流してモンサラの反乱部隊を攻撃した。楊茂良はさらに増援を送り込んだが同月23日に楊克勛が戦死した。同年9月初頭には楊茂良派がサルウィン川を越えて大規模な増援を送り、モンホムを占領した。楊茂良派がモンヤーまで至ったとき、岩恩はUWSAの命令を受けてサルウィン川西岸から撤退してワ州へと戻った。その後、モンサラと李尼門の反乱部隊はモンコーを楊茂良派に奪われた。李尼門はUWSAに身を寄せ、モンサラは中国国内に逃げ込んだ。その後モンサラはKIAとKDAの支援を受け、KIAの2個中隊と共に畹町鎮の国境部で戦闘を続けた。同年11月21日、彭家声の先遣部隊がチンシュエホーからコーカンに進軍し、楊茂良政権を瓦解させた。彭家声がコーカンで復権した後もモンコーはMNDAA支配下に戻ることはなく、軍情報局はモンサラの軍勢がシャン州第1特区から離脱するのを黙認した。
モンサラは旧ビルマ共産党勢力からなる民族平和民主戦線に加盟し、モンコー地区防衛軍（Mongkoe Defense Army: MDA）を名乗った。当時、KIAの2個中隊を含めて兵力は600人程度であったが、軍事政権の支持を得るために1996年の間に何度も高官と会談を重ね、兵力を増強した。同年末には兵力が1,000人に達し、1997年2月、軍事政権はモンサラの部隊を「ミャンマー民族モンコー防衛軍」として認め、100人の正規軍に編成したが、国境警察には編入しなかった。MDAはミャンマー政府の承認を得て、モンサラを総司令官、李尼門を副司令兼参謀長、洪老四を副参謀長兼財政局長とした。1997年4月から5月にかけて2度に亘り、ミャンマー政府と協力して麻薬取締運動を行ったが、麻薬はMDAの重要な資金源であり、取締はポーズに過ぎなかった。MDA支配地域におけるケシの作付面積は約3,800畝（ムー）、年間アヘン生産量は60-70トンであり、1997年には5軒のヘロイン精製所があったとされる。また、モンサラはワ州やその他の地域の麻薬密売人に対し、税金を支払った上でMDA支配地域で麻薬を加工・運搬することを認めていたとされる。

### MDAの崩壊
1997年8月17日、モンサラは強引に国境を突破し、エンストのため中緬国境の川の上で停止した車を支配地域まで引っ張った。当該車両はエフェドリン300キロを積載しており、モンサラは密輸業者と当該車両を匿ったため、中国政府の不興を買った。同年10月29日、徳宏公安局はモンサラの入国禁止を通達した。この8.17事件の後、UWSA、MNDAA、NDAAは中国政府の圧力を和らげ、ミャンマー北部情勢を安定させるためにモンサラの辞任を望んだがモンサラはこれを拒絶した。
1998年4月13日、モンサラは洪老四を解任し、その兄弟をモンコーから追放した。また、李尼門も名ばかりの副司令となり、事実上骨抜きにされた。モンサラはモンコー地区軍政委員会の主席とMDAの司令を兼ね、絶大な権力を振るった。李尼門の追い落としにおいて功績のあったザウラーは参謀長に昇進し、事実上のナンバーツーとなった。軍事政権はMDAの解散を要求したが、モンサラはこれを拒否した。
MDAはKDAと同盟を結び、KIAとの関係を重視していたが、モンサラは他の民族と比べてカチン族を贔屓にしていたという批判がなされていた。また、MDAは支配地域に中国人を入れて森林の濫伐を許したり、ミャンマー軍に対してモンコー地区からの撤退を要求したりしており、また、麻薬取締を喧伝しながらヘロインや覚醒剤を生産していたことから軍事政権、UWSAやMNDAAはモンサラに対して大きく不満を抱いていた。
李尼門はMNDAA副司令の彭徳仁と参謀長魏超仁の支持のもとクカイ近辺で兵力1,000人余りの独立連隊を結成した。モンサラに対してクーデターを実行する前に、李尼門はUWSAおよびミャンマー軍と連絡を取り、MDA第1連隊と第2連隊を掌握した。
2000年10月24日午前、李尼門副司令と俄相副参謀長、第1連隊連隊長の岩宰らは第1連隊の3個大隊と第2連隊の2個大隊を率いてMDA本部を包囲した。モンサラはKDAに助けを求め、KDAは即座に兵員を送って支援した。一方で、MNDAAは2個大隊を送り、李尼門側を支援した。同日午後3時、クーデター派閥はモンコーのMDA本部を占領し、モンサラ司令官、ザウラー参謀長、李興順第3連隊連隊長ら70人余りを拘束した。
ミャンマー軍は元々5個大隊をモンコー地区に駐屯させていたが、KDAとMNDAAがモンコーに派兵したのを受け、東北部軍管区第1作戦指揮官ソーニー大佐は大規模な衝突を回避するためにさらに5個大隊を派兵した。そして、モンコーの高地を確保し、関係する少数民族武装組織に自制を促した。NDAA総書記の蒋志明は李尼門らのクーデター計画に参加していたが、蒋志明は同時に軍事政権やモンサラらに秘密裏に知らせていたため、モンサラが拘束された後もモンサラの部下らが李尼門らに反撃した。これにより、李尼門らはモンサラを解放し、モンコーの市街地からの撤退を余儀なくされた。
モンサラと李尼門の間の内紛は激しく、モンコーの住民3,000人が国境を越えて対岸の雲南省徳宏タイ族チンポー族自治州芒市芒海鎮へと避難する事態となった。双方の戦力が疲弊した頃を見計らい、ミャンマー軍は第93師団と第99師団にモンコー地区を包囲させた。
同年11月12日、モンサラ、ザウラー、マランガンの3人はミャンマー陸軍東北部軍管区司令部の招待に応じてラーショーを訪れたところ、当局に拘束された。
同年11月23日、ミャンマー陸軍北東部軍管区の第45歩兵大隊（クカイ）、第242歩兵大隊（クカイ）、第290歩兵大隊、第312歩兵大隊（クンロン）が2個砲兵中隊とともにモンコーに進軍した。翌24日、ミャンマー軍は予め和平交渉の場に射手を潜ませておき、和平交渉のためにヘモロン村（中国語: 黑勐龙镇、ビルマ語: ဟေမိုးလုံရွာ）にやってきた李尼門とその部下100人近くを虐殺した。同年11月末、ミャンマー軍はモンコーを手中に収めた。モンサラは「麻薬を加工、運搬、販売した罪」で投獄され、2006年に獄死した。また、MDA幹部が保有していた資産などは悉くミャンマー政府に接収された。

### MDA解体後
軍事政権は暴力的な手法によりMDAを解体し、その再結成を許さない構えをとった。しかしながら、政府は多様な少数民族が入り混じる同地域の特殊性を鑑み、民兵による間接統治を行った。軍事政権はモンコーから約70km離れたモンボーにおいて、MDAで大隊長の地位にあった者にモンボー民兵を結成させた。同様にパンサイにおいてもカチン族の民兵団を結成させた。モンコーは政府の直接統治下に置かれたが、同様に民兵組織「モンコー自衛隊」を結成させている。

## 傭兵
2000年5月初頭、中緬国境の住民の間で李尼門の軍隊に参加してモンサラを攻撃すれば毎日のように300-500元の手当が出るとの噂が流れた。手当として3万元が貰え、先に前金として1.5万元が受け取れるとの噂もあった。さらには麻薬で手当の代わりとするとの噂まで流れていた。これは麻薬で財を成した洪老四がモンサラを打倒するために、辺境地域の住民や雲南省に出稼ぎに来ている若者を傭兵としてクーデターに参加させるものであった。同年9月のクーデターの際には傭兵の数は数百人、最高で700人余りにおよんだ。しかし、ヘモロン村におけるミャンマー軍の攻撃により、洪老四の傭兵の中には投降するものもいた。ミャンマー軍がモンコー中心部に進軍すると、先手を打って中緬国境を封鎖し、傭兵らが中国側に逃げられないようにした。そのような状況下で練度の低い傭兵はミャンマー軍に虐殺されることとなった。洪老四らは隣国に逃亡したが、傭兵の多くは手当を払われることがなく、戦死した傭兵の遺族に対しても補償金が払われることはなかった。

### 中国語文献
- 魯成旺 (2012). 緬甸撣邦≪果敢志≫編纂委員会　. ed. 果敢志. 天馬出版. ISBN 9789624502084
- 尹鴻偉 (2006-04). “緬北雇傭軍的前世今生”. 南風窗 (南風雑誌社) (4月下). ISSN 10040641.
- 尹鴻偉 (2009-09-23). “緬甸勐古特区的標本意義”. 南風窗 (南風雑誌社) (20). ISSN 10040641.
- 鐘智翔; 李晨陽 (2004). 緬甸武装力量研究. 北京: 軍事誼文出版社. ISBN 9787801502834

### 英語文献
- Heppner, Kevin (2002). My gun was as tall as me: child soldiers in Burma. Human Rights Watch. ISBN 9781564322791
- South, Ashley (2003). Mon Nationalism and Civil War in Burma. Abingdon: Routledge. ISBN 9780203037478
- Zaw Oo; Win Min (2007). Assessing Burma's ceasefire accords. Institute of Southeast Asian Studies, East-West Center Washington. Singapore : Washington, D.C: Institute of Southeast Asian Studies ; East-West Center Washington. ISBN 9789812304957